# Mats Melin (jurist)
Mats Gunnar Melin, född 26 juni 1951 i Kalmar, är en svensk jurist och ämbetsman. Han var chefsjustitieombudsman 2004–2011 samt justitieråd och ordförande i Högsta förvaltningsdomstolen 2011–2018. Han är gift med journalisten Annika Ström Melin.
Melin är uppvuxen i Uppsala. Han gick ut gymnasiet där 1970 och tog juris kandidatexamen vid Uppsala universitet. Han var aktiv i elevrörelsen och aktiv studentpolitiker. Dessutom satt han en period i dåvarande Vpl-AG, numera Värnpliktsrådet, och har verkat som fiskal vid Svea hovrätt. Melin utsågs 2001 till regeringsråd. Han var dessförinnan lagman i Svea hovrätt. År 2004 blev han chefsjustitieombudsman. Den 3 januari 2011 efterträdde han Sten Heckscher som ordförande i Högsta förvaltningsdomstolen. Han efterträddes 2018 av Helena Jäderblom.
Mats Melin har medverkat i flera statliga utredningar. Han var under åren 1991–1993 sekreterare i den kommitté som skulle utreda behovet av grundlagsändringar inför ett svenskt medlemskap i EG. Melin har även tjänstgjort som rättssakkunnig vid Justitiedepartementet och som kanslichef i EG-domstolen.
Melin utsågs 2020 till ordförande i Coronakommissionen.Han är ordförande i 2023 års insynskommitte.
Han är bosatt i Nacka i Stockholms län.